# 結成
| ウィキペディアには「結成」という見出しの百科事典記事はありません（タイトルに「結成」を含むページの一覧/「結成」で始まるページの一覧）。 代わりにウィクショナリーのページ「結成」が役に立つかもしれません。 |